# Przyłęków
Przyłęków ist eine Ortschaft mit einem Schulzenamt der Gemeinde Świnna im Powiat Żywiecki der Woiwodschaft Schlesien in Polen.

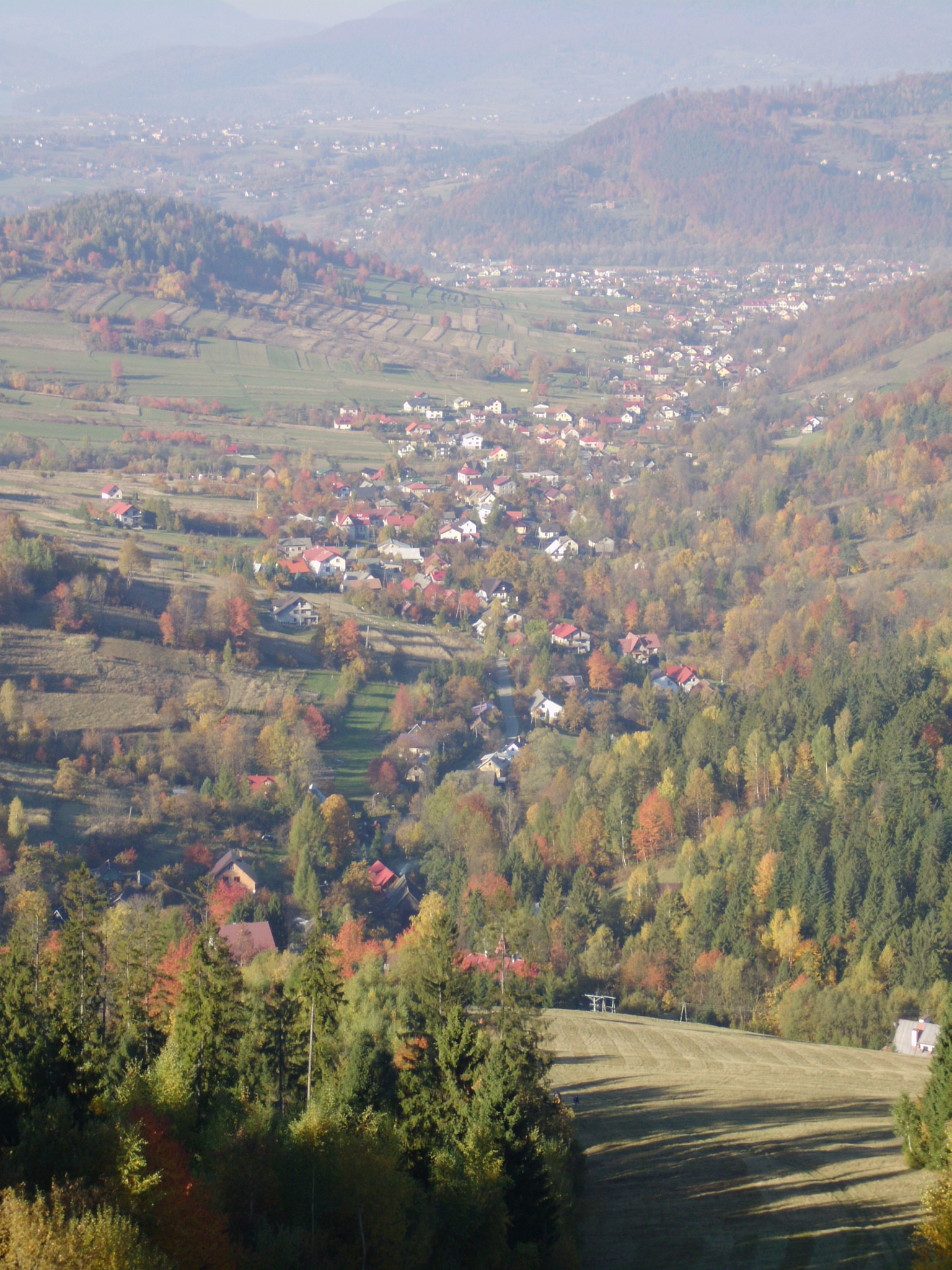
Überblick auf das Dorf

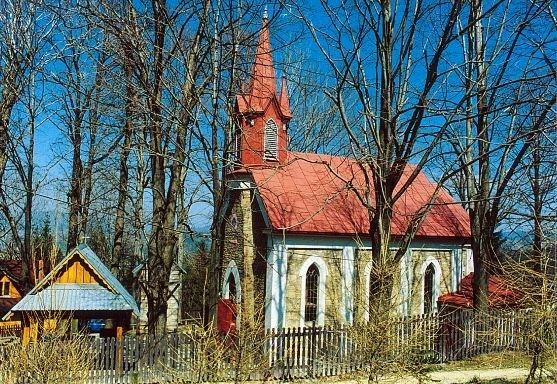
Sanktuarium in Przyłęków

## Geographie
Der Ort liegt am Bach Przyłękówka  (auch Wieśnik benannt), einem linken Zufluss der Koszarawa, nördlich des Bergs Jastrzębica (760 m) in den Saybuscher Beskiden im Süden. Die Nachbarorte sind Świnna im Norden, Sopotnia Mała im Südosten, sowie Juszczyna im Südwesten.

## Geschichte
Andrzej Komoniecki (1658–1729), der Vogt von Żywiec (Saybusch), leitete in seiner Chronik des Saybuscher Landes aus dem frühen 18. Jahrhundert den Namen des im 17. Jahrhundert erstmals erwähnten Dorfs Przyłęków von der Lage przy łąkach (bei der Wiesen) von Świnna ab (Łęki ist in Kleinpolen die Form des Namens Łąki).
Bei der Ersten Teilung Polens kam das Dorf 1772 zum neuen Königreich Galizien und Lodomerien des habsburgischen Kaiserreichs (ab 1804). Ab 1782 gehörte es dem Myslenicer Kreis (1819 mit dem Sitz in Wadowice). Nach der Aufhebung der Patrimonialherrschaften bildete es nach 1850 eine Gemeinde im Bezirk Saybusch. Im Jahr 1886 ein örtlicher Hirte hatte eine Vision der Gottesmutter, die die Heilung seiner Tochter versprach. An der Stelle der Prophezeiung sowie der damals entdeckten Heilquelle wurde eine Kirche in den Jahren 1896 und 1902 erbaut.
1918, nach dem Ende des Ersten Weltkriegs und dem Zusammenbruch der k.u.k. Monarchie, kam Przyłęków zu Polen. Unterbrochen wurde dies nur durch die Besetzung Polens durch die Wehrmacht im Zweiten Weltkrieg. Es gehörte dann zum Landkreis Saybusch im Regierungsbezirk Kattowitz in der Provinz Schlesien (seit 1941 Provinz Oberschlesien).
Von 1975 bis 1998 gehörte Przyłęków zur Woiwodschaft Bielsko-Biała.